# Mauzé-sur-le-Mignon
Mauzé-sur-le-Mignon [moze syʁ lə miɲɔ̃] ist eine französische Gemeinde mit 2.917 Einwohnern (Stand: 1. Januar 2022) im Département Deux-Sèvres in der Region Nouvelle-Aquitaine. Sie gehört zum Arrondissement Niort und zum Kanton Mignon-et-Boutonne, dessen Hauptort sie ist. Die Einwohner werden Mauzéens genannt.

## Geographie

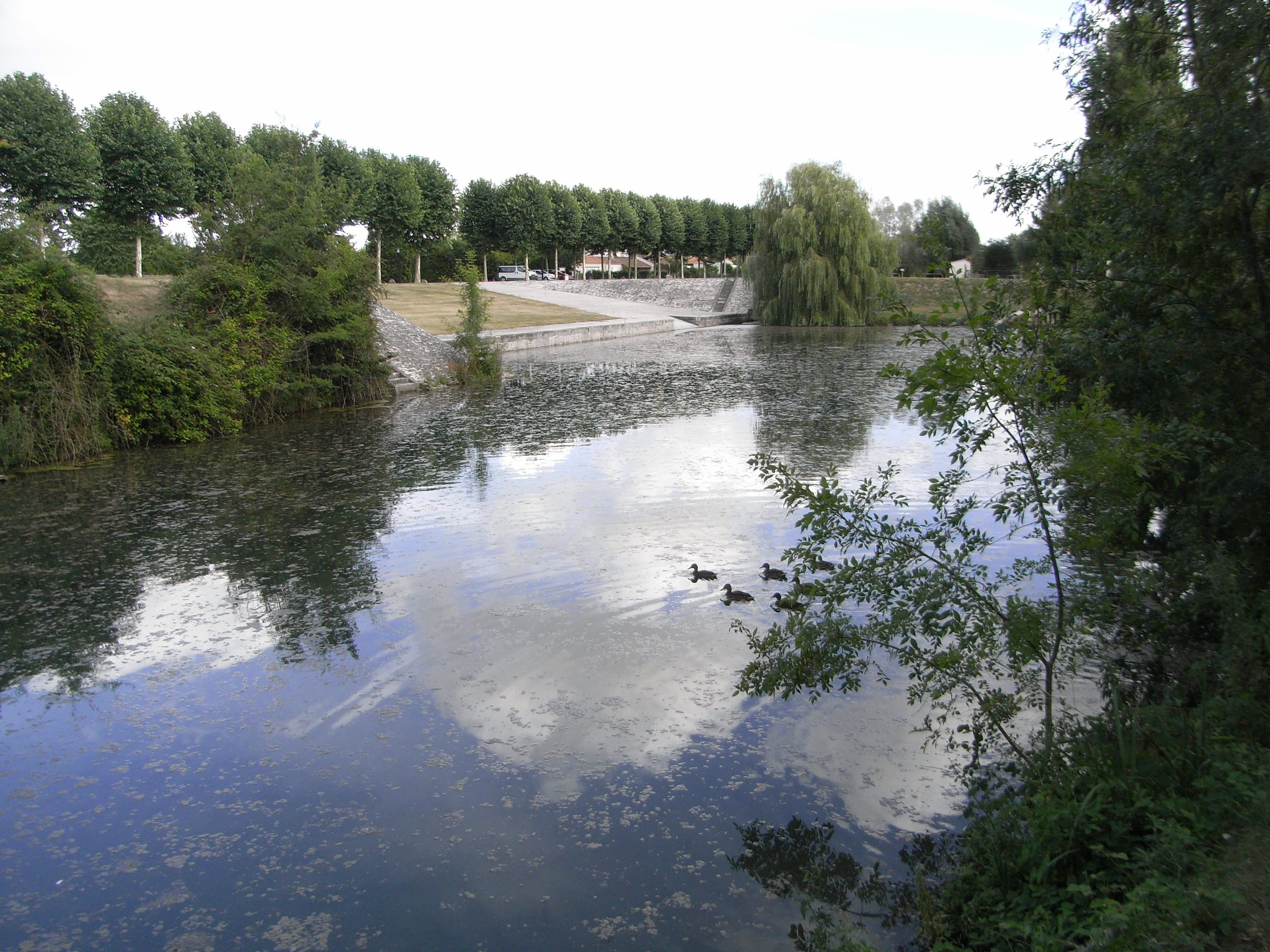
Früherer Flusshafen des Mignon bei Mauzé-sur-le-Mignon

Mauzé-sur-le-Mignon liegt etwa 37 Kilometer östlich von La Rochelle und etwa 130 Kilometer südöstlich von Nantes am Fluss Mignon. Das Gemeindegebiet gehört zum Regionalen Naturpark Marais Poitevin. Umgeben wird Mauzé-sur-le-Mignon von den Nachbargemeinden Prin-Deyrançon im Norden, La Rochénard im Nordosten, Val-du-Mignon mit Usseau im Südosten, Saint-Saturnin-du-Bois im Süden, Saint-Pierre-d’Amilly im Südwesten sowie Cramchaban im Nordwesten.

## Geschichte
1903 wurde die Gemeinde aus Prin-Deyrançon herausgelöst. 1971 wurden die Kommunen Mauze-sur-le-Mignon und Petit-Breuil-Deyrançon vereinigt.

### Bevölkerungsentwicklung
| Jahr      | 1975 | 1982 | 1990 | 1999 | 2006 | 2016 |
| Einwohner | 2502 | 2405 | 2378 | 2384 | 2639 | 2788 |

## Verkehr

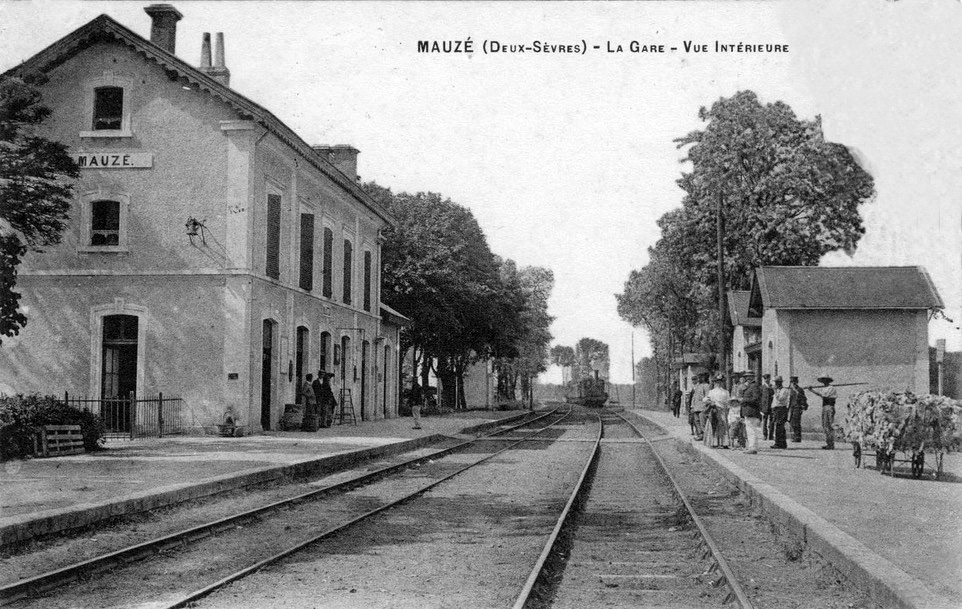
Bahnhof Mauzé (um 1900)

Durch die Gemeinde führen die Route nationale 11 (E 601) und die Route nationale 22.
Am Bahnhof von Mauzé-sur-le-Mignon an der Bahnstrecke Saint-Benoît–La Rochelle-Ville verkehren TER-Züge von und nach La Rochelle-Ville und Poitiers.

## Persönlichkeiten
- Daniel Savary (1743–1808), Konteradmiral der französischen Marine
- René Caillié (1799–1838), Afrikaforscher, in Mauzé-sur-le-Mignon geboren
- Odo Herzog von Aquitanien (um 1010–1039/1040), im Kampf bei Mauzé-sur-le-Mignon getötet